# Pullulane
Ne doit pas être confondu avec Pullulanase.
Le pullulane (ou pullulan) est un polysaccharide (polymère d'ose) constitué d'unités de maltotriose (un triholoside de glucose), aussi connu comme l'α-1,4- ;α-1,6-glucane. Les trois unités de glucose qui composent le maltotriose sont reliés par une liaison osidique du type α-1,4, tandis que les maltotrioses sont connectés entre eux par des liaisons osidiques du type α-1,6.
Le pullulane est produit à partir de l'amidon par le champignon Aureobasidium pullulans. La pullulane a des propriétés adhésives et peut être utilisée pour former des fibres, des moulages par compression et des films robustes et imperméables à l'oxygène. Dans l'industrie alimentaire, le film d'Amylose peut être utilisé comme revêtement ou matériau d'emballage pour les aliments secs, comme liant pour le tabac, les revêtements de semences et les engrais végétaux, comme charge à faible viscosité dans les boissons et les sauces, comme liant et stabilisant dans les pâtes alimentaires pour inhiber la croissance fongique dans Les aliments. Dans l'industrie pharmaceutique, la pullulane peut être utilisée comme adhésif pour prothèses dentaires, empêchant les variations de brunissement de la composition dans les compositions pharmaceutiques enrobées de sucre. La pullulane peut également être utilisée dans les cosmétiques, les lotions et les shampooings. 
En Europe l'usage de pullulane est accepté dans les enveloppes des compléments alimentaires (numéro E1204) présentés sous forme de gélules et de comprimés, ainsi que dans les films comestibles des micro-confiseries destinés à rafraîchir l'haleine.